# Chapitre ATA
Pour les articles homonymes, voir ATA.
Les Chapitres ATA ou le système ATA sont définis par l'ATA pour Air Transport Association of America, renommée A4A pour Airlines for America. Ces chapitres permettent de regrouper les systèmes aéronautiques dans des rubriques. La dénomination est commune pour les différents acteurs de l'aéronautique tels que l'ingénierie, la maintenance et l'entretien, les pilotes ainsi que pour les manuels de vol et ce pour tous les fabricants tels qu'Airbus, Boeing, Bombardier ou Embraer.

## Histoire
La première parution date de 1956
Cette norme fait aujourd'hui partie de la spec 100 de l'ATA.

## Chapitres ATA
Les chapitres sont définis de la façon suivante :

### Général
| Chapitre ATA | Dénomination                                    | Dénomination en français                          |
| ------------ | ----------------------------------------------- | ------------------------------------------------- |
| ATA 05       | TIME LIMITS/MAINTENANCE CHECKS                  | Limites de potentiel/vérifications de maintenance |
| ATA 06       | DIMENSIONS AND AREAS                            | Dimensions/surfaces                               |
| ATA 07       | LIFTING AND SHORING                             | Levage et mise sur vérins                         |
| ATA 08       | LEVELING AND WEIGHING                           | Centrage/masse                                    |
| ATA 09       | TOWING AND TAXIING                              | Remorquage et circulation au sol                  |
| ATA 10       | PARKING, MOORING, STORAGE AND RETURN TO SERVICE | Stationnement et amarrage                         |
| ATA 11       | PLACARDS AND MARKINGS                           | Plaquettes et inscriptions                        |
| ATA 12       | SERVICING - ROUTINE MAINTENANCE                 | Maintenance courante                              |
| ATA 14       | HARDWARE                                        | Materiel                                          |
| ATA 18       | HELICOPTER VIBRATION                            | Analyse des vibrations et du bruit                |
| ATA 89       | FLIGHT TEST INSTALLATION                        | Installation d'essais en vol                      |

### Systèmes de l'aéronef
| Chapitre ATA | Dénomination                                               | Dénomination en français                                          |
| ------------ | ---------------------------------------------------------- | ----------------------------------------------------------------- |
| ATA 20       | STANDARD PRACTICES – AIRFRAME                              | Pratiques standards « Règles de l’art »                           |
| ATA 21       | AIR CONDITIONING AND PRESSURIZATION                        | Air conditionné et pressurisation                                 |
| ATA 22       | AUTOFLIGHT                                                 | Pilote automatique                                                |
| ATA 23       | COMMUNICATIONS                                             | Communications                                                    |
| ATA 24       | ELECTRICAL POWER                                           | Génération, distribution et conversion électrique                 |
| ATA 25       | EQUIPMENT/FURNISHINGS                                      | Équipements / Aménagements                                        |
| ATA 26       | FIRE PROTECTION                                            | Protection incendie                                               |
| ATA 27       | FLIGHT CONTROLS                                            | Commandes de vol                                                  |
| ATA 28       | FUEL                                                       | Carburant                                                         |
| ATA 29       | HYDRAULIC POWER                                            | Génération hydraulique                                            |
| ATA 30       | ICE AND RAIN PROTECTION                                    | Protection givre et pluie                                         |
| ATA 31       | INDICATING / RECORDING SYSTEM                              | Système d'indication / d'enregistrement                           |
| ATA 32       | LANDING GEAR                                               | Trains d'atterrissage                                             |
| ATA 33       | LIGHTS                                                     | Éclairage                                                         |
| ATA 34       | NAVIGATION                                                 | Navigation                                                        |
| ATA 35       | OXYGEN                                                     | Oxygène                                                           |
| ATA 36       | PNEUMATIC                                                  | Pneumatique                                                       |
| ATA 37       | VACUUM                                                     | Dépression                                                        |
| ATA 38       | WATER/WASTE                                                | Eau et toilettes                                                  |
| ATA 39       | ELECTRICAL - ELECTRONIC PANELS AND MULTIPURPOSE COMPONENTS | Électricité - Panneaux électroniques et composants multifonctions |
| ATA 41       | WATER BALLAST                                              | Ballast à eau                                                     |
| ATA 42       | INTEGRATED MODULAR AVIONICS                                | Avionique Modulaire Intégrée                                      |
| ATA 43       | EMERGENCY SOLAR PANEL SYSTEM                               | Système de secours solaire                                        |
| ATA 44       | CABIN SYSTEM                                               | Systèmes de la cabine                                             |
| ATA 45       | DIAGNOSTIC AND MAINTENANCE SYSTEM                          | Système de diagnostic et de maintenance                           |
| ATA 46       | INFORMATION SYSTEMS                                        | Système d'information                                             |
| ATA 47       | NITROGEN GENERATION SYSTEM                                 | Système de génération d'Azote                                     |
| ATA 48       | IN FLIGHT FUEL DISPENSING                                  | Ravitaillement en vol                                             |
| ATA 49       | AIRBORNE AUXILIARY POWER                                   | Turbine de génération électrique                                  |
| ATA 50       | CARGO AND ACCESSORY COMPARTMENTS                           | Compartiment cargo et accessoires                                 |
| ATA 92       | Electrical and Electronic Common Installation              | Installation commune électrique et électronique                   |

### Structure
| Chapitre ATA | Dénomination                                | Dénomination en français |
| ------------ | ------------------------------------------- | ------------------------ |
| ATA 51       | STANDARD PRACTICES AND STRUCTURES - GENERAL | Structure générale       |
| ATA 52       | DOORS                                       | Portes                   |
| ATA 53       | FUSELAGE                                    | Fuselage                 |
| ATA 54       | NACELLES/PYLONS                             | Nacelles et mâts         |
| ATA 55       | STABILIZERS                                 | Empennage                |
| ATA 56       | WINDOWS                                     | Fenêtres                 |
| ATA 57       | WINGS                                       | Ailes                    |

### Moteurs
| Chapitre ATA | Dénomination                            | Dénomination en français                |
| ------------ | --------------------------------------- | --------------------------------------- |
| ATA 60       | STANDARD PRACTICES - ROTOR / PROPELLERS | Techniques courantes - Rotor et Hélices |
| ATA 61       | PROPELLERS                              | Hélices                                 |
| ATA 62       | Rotors                                  | Ensemble rotor principal                |
| ATA 63       | ROTOR DRIVE SYSTEM                      | Entraînement rotor principal            |
| ATA 64       | TAIL ROTOR                              | Rotor anti-couple                       |
| ATA 65       | TAIL ROTOR DRIVE SYSTEM                 | Entraînement rotor anti-couple          |
| ATA 66       | BLADES & PYLONS FOLDING DEVICE          |                                         |
| ATA 67       | ROTOR FLIGHT CONTROLS                   | Commande de vol (hélicoptère)           |
| ATA 70       | STANDARD PRACTICES -ENGINES             | Techniques courantes - moteurs          |
| ATA 71       | POWER PLANT                             | Groupe moto-propulseur                  |
| ATA 72       | ENGINE                                  | Moteur                                  |
| ATA 73       | ENGINE - FUEL AND CONTROL               | Carburant moteur et régulation          |
| ATA 74       | IGNITION                                | Allumage                                |
| ATA 75       | AIR                                     | Air                                     |
| ATA 76       | ENGINE CONTROLS                         | Commandes moteur                        |
| ATA 77       | ENGINE INDICATING                       | Indications moteur                      |
| ATA 78       | EXHAUST & THRUST REVERSER               | Echappement & inverseur de poussée      |
| ATA 79       | OIL                                     | Huile                                   |
| ATA 80       | STARTING                                | Démarrage                               |
| ATA 81       | TURBINES (RECIPROCATING ENGINES)        | Turbos (Moteur à Pistons)               |
| ATA 82       | ENGINE WATER INJECTION                  | Injection d'eau                         |
| ATA 83       | ACCESSORY GEARBOXES                     | Boite à accessoires                     |
| ATA 84       | Installation Drawings                   | Plans d'installation                    |
| ATA 91       | CHARTS                                  | Cartes/diagrammes/schémas               |

## Exemple de tâche en maintenance[2]
ATA : 34 (Navigation)
- Étalonner une boussole magnétique (parfois appelé compas).
- Remplacer un anémomètre.
- Remplacer un altimètre.
- Remplacer une centrale aérodynamique.
- Remplacer un récepteur VOR.
- Remplacer un ADI (Attitude Direction Indicator).
- Remplacer un HSI.
- Vérifier l'absence de fuites dans un circuit anémobarométrique.
- Vérifier le fonctionnement d'un gyroscope directionnel.
- Vérifier le fonctionnement d'un radar météo.
- Vérifier le fonctionnement d'un Doppler.
- Vérifier le fonctionnement d'un TCAS.
- Vérifier le fonctionnement d'un DME.
- Vérifier le fonctionnement d'un transpondeur ATC.
- Vérifier le fonctionnement d'un système directeur de vol.
- Vérifier le fonctionnement d'un système de navigation par inertie.
- Vérifier l'étalonnage d'un d'ADF.
- Mettre à jour un système de gestion de vol.
- Vérifier l'étalonnage d'un altimètre.
- Vérifier l'étalonnage d'un système de compte rendu d'altitude barométrique.
- Rechercher la cause de la panne d'un système défectueux.